# Тангулу
Танхулу (спрощ.: 糖葫芦; кит. трад.: 糖葫蘆; піньїнь: táng húlu; літ.: 'Солодка калабаса', — це традиційна північнокитайська закуска, яка складається з кількох вкритих цукром плодів китайського глоду (Crataegus pinnatifida) на бамбукових шпажках. 

## Назва
Його назвали завдяки формі, схожій на калабас. 

## Опис
Тангулу часто приймають за звичайні цукати; однак він покритий затверділим цукровим сиропом. Це кисло-солодке частування готують з часів династії Сун і залишається популярним у всьому північному Китаї. 
Китайський глід є традиційним фруктом, який використовується для страви,  але останнім часом продавці також використовують різні інші фрукти, такі як помідори черрі, мандарини, полуниця, чорниця, ананаси, ківі, банани або виноград. З плодів насіння глоду виймають і зазвичай наповнюють пастою з солодкої червоної квасолі, перш ніж наколювати на шпажки і занурювати.
|                                |
| Полуниця, вкрита цукром (2004) |